# Hans Hirsch (Industrieller)
Hans Hirsch (* 8. Juni 1906 in Schottwien; † 30. April 2004 in Villach) war ein österreichischer Unternehmer. Er war gelernter Gerber, Riemer und Sattler und legte die Meisterprüfung in allen drei Berufen ab.

## Leben und Beruf

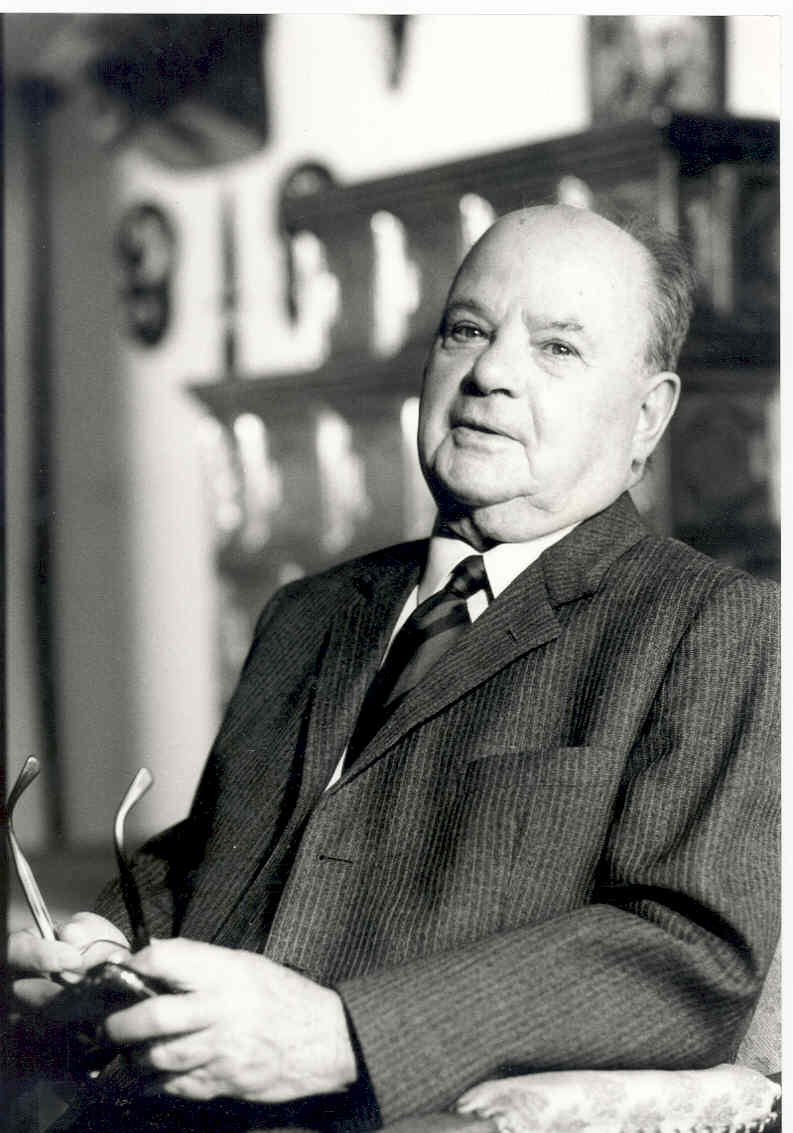
Hans Hirsch

1916 übersiedelte Hans Hirsch nach Kärnten und kehrte nach dem Schulabschluss wieder in den elterlichen Betrieb nach Schottwien (Niederösterreich) zurück. Im Jahr 1932 lernte er Grete Neumann kennen, die er am 8. Oktober 1935 heiratete. Aus dieser Ehe entstammen die vier Söhne Karl, Hermann, Hans und Kurt Hirsch sowie die Tochter Annemarie.
1939 ging Hans Hirsch wieder nach Kärnten, wo er 1945 den Schritt in die Selbständigkeit wagte. Er stellte Leder-Armbänder für die Uhrenindustrie her und eröffnete sein Unternehmen (heute: Hirsch Armbänder GmbH) in Klagenfurt, in der Bahnhofstraße 8 / Ecke Alter Platz – Sparkassengebäude, 5. Stock. Die ersten Armbänder bearbeitete er mit seinem Taschenmesser und einer Haushaltsnähmaschine. Bereits damals hatte er gute Kontakte zu ortsansässigen Juwelieren (so belieferte ihn z. B. die Firma Kern mit Schließen), sodass die die Räumlichkeiten bald zu eng wurden und eine Übersiedlung in den Hof des Gebäudes notwendig war. Noch heute prangt in diesem Hof die Wandaufschrift: „Alles, was wir heute machen, kann morgen besser gemacht werden!“
Bereits 1948 erfolgte die Übersiedelung in die Lastenstraße (Klagenfurt), wo eine Bombenruine vollkommen umgebaut und die Produktion angeschlossen wurde. Der Standort wurde in der Folge (bis zur Übersiedlung in die Hirschstraße im Jahre 1970) immer weiter ausgebaut.
Nach der Übergabe (Verkauf) der Firma Hans Hirsch und Söhne OHG an seinen Sohn Hermann im Jahr 1961 zog sich Hans Hirsch nach Treffen bei Villach zurück, wo er sich bis an sein Lebensende nicht nur der Jagd, sondern auch weiterhin der Entwicklung von Innovationen in unterschiedlichen Bereichen widmete.

## Erfindungen und Patente

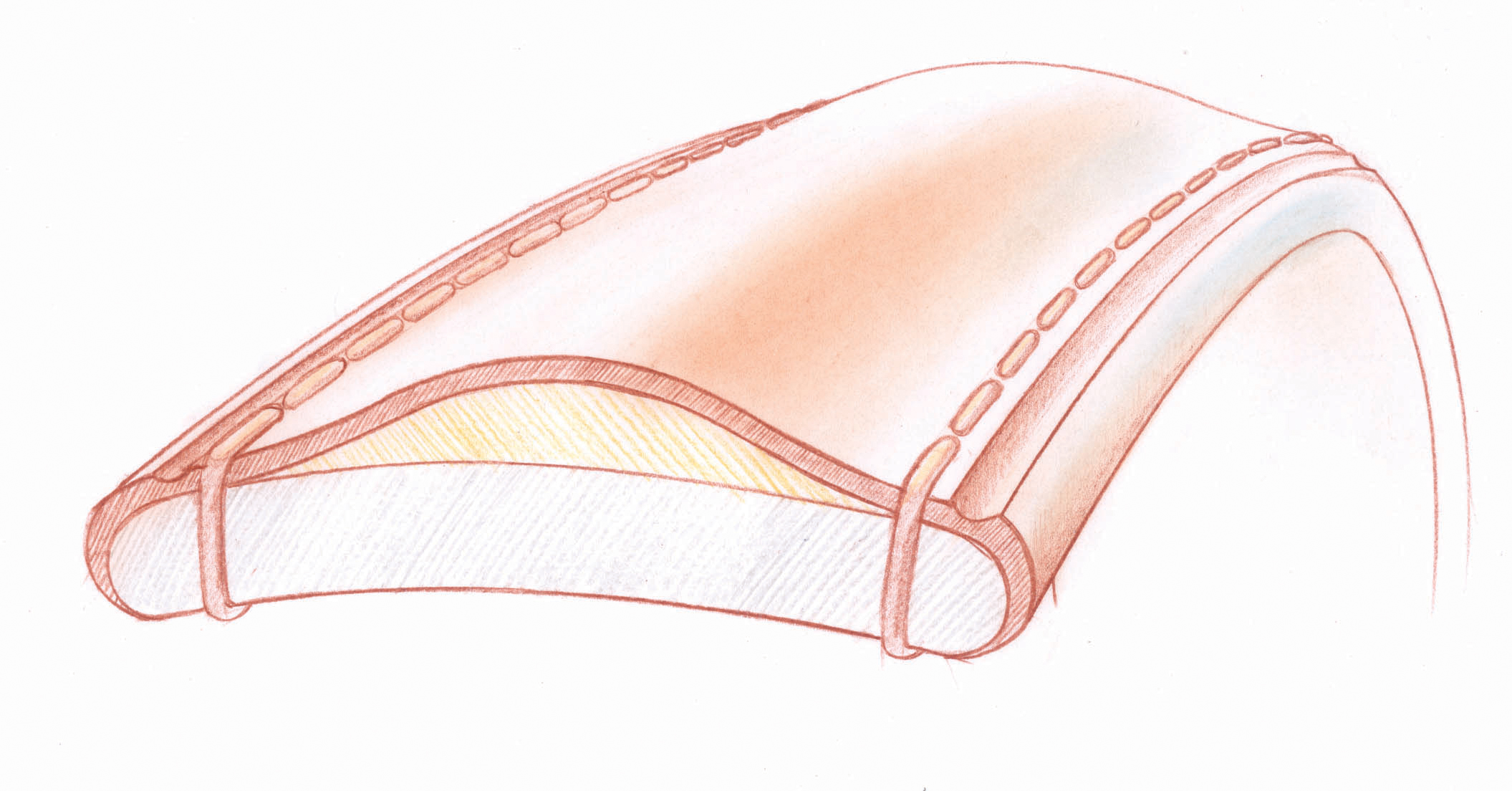
HIRSCH Rembordier-Technologie

Im Jahr 1955 erfand Hans Hirsch die „Rembordier-Technologie“. Das im Jahr 1957 patentierte Verfahren zur fugenlosen Verbindung von Ober- und Futterleder setzt bis heute den Standard der weltweiten Uhrenarmbandindustrie.

## Auszeichnungen
- 12. Juni 2001 Großes Goldenes Ehrenzeichen des Landes Kärnten